# 1389 км (платформа)
1389 км — пасажирський зупинний пункт Кримської дирекції Придніпровської залізниці на електрифікованій лінії Джанкой — Севастополь між зупинним пунктом Платформа 1393 км (4 км) та станцією Відрадна (5 км). Розташований в селищі Дібрівка Джанкойського району Автономної Республіки Крим.

## Пасажирське сполучення
На Платформі 1389 км зупиняються приміські електропоїзди до станцій Євпаторія-Курорт, Джанкой, Сімферополь, Солоне Озеро.